# 음력 8월 26일
음력 8월 26일은 음력 8월의 26번째 날이다.

## 사건
- 1398년 - 제1차 왕자의 난이 발생.
- 1886년 - 조선 고종 23년, 호머 헐버트(Homer Bezaleel Hulbert) 등 영어 강사가 충원되자 육영공원을 개원하다.
- 1979년 - 부마민주항쟁 발발.

## 문화
- 1994년 - 한국전력공사에서 수신료 징수제도가 시행됨으로써 KBS 1TV에서의 상업광고는 폐지됨.
- 1997년 - 대한민국 전라북도에서 JTV 전주방송 TV방송 개국.
- 2014년 - 2014년 아시안 게임이 대한민국 인천광역시에서 개막하였다.

## 탄생
- 1948년 - 대한민국의 노동운동가 전태일.
- 1955년 - 대한민국의 배구인 신치용.

## 사망
- 1398년
  - 정도전
  - 남은
  - 조선 태조의 7남 무안대군
  - 조선 태조의 8남 의안대군
- 1688년 - 조선 인조의 계비 장렬왕후

## 같이 보기
- 음력 360일: 1월 2월 3월 4월 5월 6월 7월 8월 9월 10월 11월 12월
- 전날:8월 25일 다음날:8월 27일 - 전달:7월 26일 다음달:9월 26일
- 양력:8월 26일
- 음력, 윤달